# Jason Servis
Jason J. Servis, född 2 april 1957 i Charles Town i West Virginia i USA, är en amerikansk galopptränare. Han är mest känd för att ha tränat Maximum Security, som segrade i 2020 års Saudi Cup, och kom på första plats i 2019 års Kentucky Derby, men diskvalificerades senare för trängning.
Han är bror till galopptränaren John Servis, som bland annat tränade Smarty Jones.

## Dopninganklagelser
I mars 2020 åtalades Servis misstänkt för doping, då FBI gjort tillslag mot flera toppnamn inom den amerikanska trav- och galoppsporten, och dopinghärvan inom nordamerikansk trav- och galoppsport uppmärksammades. I augusti 2021 erkände veterinären Kristian Rhein att han sålt dopingklassade preparat till bland annat Servis. Rhein riskerar fängelsestraff på upp till tre år.